# 송나영
송나영(1974년 7월 20일 ~ )은 대한민국의 배우이다. 1986년 CF모델로 데뷔하였으며 1999년 결혼과 함께 연기활동을 접었다. 테니스 선수 전미라와 사촌지간이기도 하다.

## 학력
- 인천석천초등학교(졸업)
- 제물포여자중학교(졸업)
- 숭덕여자고등학교 (졸업)
- 동국대학교 연극영화학과 (졸업)

## 출연작

### TV 드라마
- 1990년 MBC 목요드라마 《나의 어머니》
- 1991년 KBS1 청소년 드라마 《맥랑시대》
- 1991년 MBC 수목드라마 《춘사 나운규》
- 1991년 MBC 월화특별기획드라마 《동의보감》
- 1993년 SBS 청춘 드라마 《열정시대》
- 1993년 MBC 베스트극장 《봄봄》
- 1994년 SBS 추석특집 개그드라마 《영광의 그라운드》 ... 김검지 역
- 1995년 KBS1 일일연속극 《바람은 불어도》
- 1995년 SBS 일일시트콤 《LA아리랑》 … 박정수, 김세윤의 딸 김유미 역 (중도하차)
- 1996년 KBS1 아침 TV소설 《은하수》
- 1996년 KBS2 일요아침드라마 《귀여운 여자》 (중도합류)
- 1996년 MBC 청춘시트콤 《남자 셋 여자 셋》
- 1998년 KBS2 아침드라마 《결혼 7년》

## 방송
- 1999년 EBS 《일요토크게임》
- 2000년 EBS 《선생님 질문있어요》
- 2001년 KBS2 《도전! 지구탐험대》
- 2002년 EBS 《오후의 음악선물》
- 2011년 SBS 《스타주니어쇼 붕어빵》

## 광고
- 투벤시럽
- 해태제과
- 롯데제과
- 기아 캐피탈
- 태평양 화장품